# 풀 브렉퍼스트
풀 브렉퍼스트(영어: full breakfast) 또는 프라이업(fry-up)은 영국과 아일랜드 등지에서 흔히 제공되는 푸짐한 아침 식사이다.
지역에 따라 풀 잉글리시(full English), 풀 아이리시(full Irish), 풀 스코티시(full Scottish), 풀 웨일스(full Welsh), 얼스터 프라이(Ulster fry)라고도 불린다. 프라이드 브렉퍼스트(fried breakfast)는 빅토리아 시대에 영국과 아일랜드에서 인기를 얻었다. "풀 브렉퍼스트"라는 용어는 등장하지 않지만, 이사벨라 비튼(Isabella Beeton)의 1861년 저서 『가정 관리 책(Book of Household Management)』에는 "튀긴 햄과 계란"으로 구성된 아침 식사가 등장한다.
주로 베이컨, 소시지, 블랙 푸딩 등 훈제·가공육, 달걀 프라이, 베이크트 빈즈, 토마토, 버섯, 토스트 등으로 이루어져 있고 튀긴 빵이나 토스트가 들어가며, 차와 함께 제공되는 경우가 많다. 베이크드 빈, 해시 브라운, 그리고 차 대신 커피는 현대에는 흔히 볼 수 있지만, 전통적인 아침 식사는 아니다.

## 종류
- 아일랜드: 아이리시 브렉퍼스트
- 영국
  - 북아일랜드: 얼스터 프라이
  - 스코틀랜드: 스코티시 브렉퍼스트
  - 웨일스: 웰시 브렉퍼스트
  - 잉글랜드: 잉글리시 브렉퍼스트
  - 콘월: 코니시 브렉퍼스트

## 같이 보기
- 콘티넨털 브렉퍼스트